# Сан Никола (Напуљ)
Сан Никола је насеље у Италији у округу Напуљ, региону Кампанија.
Према процени из 2011. у насељу је живело 384 становника. Насеље се налази на надморској висини од 320 м.